# Marxant
|  | Per a altres significats, vegeu «Marxant (desambiguació)». |

El marxant o blet punxent (Amaranthus retroflexus), és una planta amb flors del gènere dels amarants, de la família de les amarantàcies.
Addicionalment pot rebre els noms d'armoll, blet, blet amarant, blet verd, blet vermell, blets, cama-roja, moc, mul i roget.

## Distribució

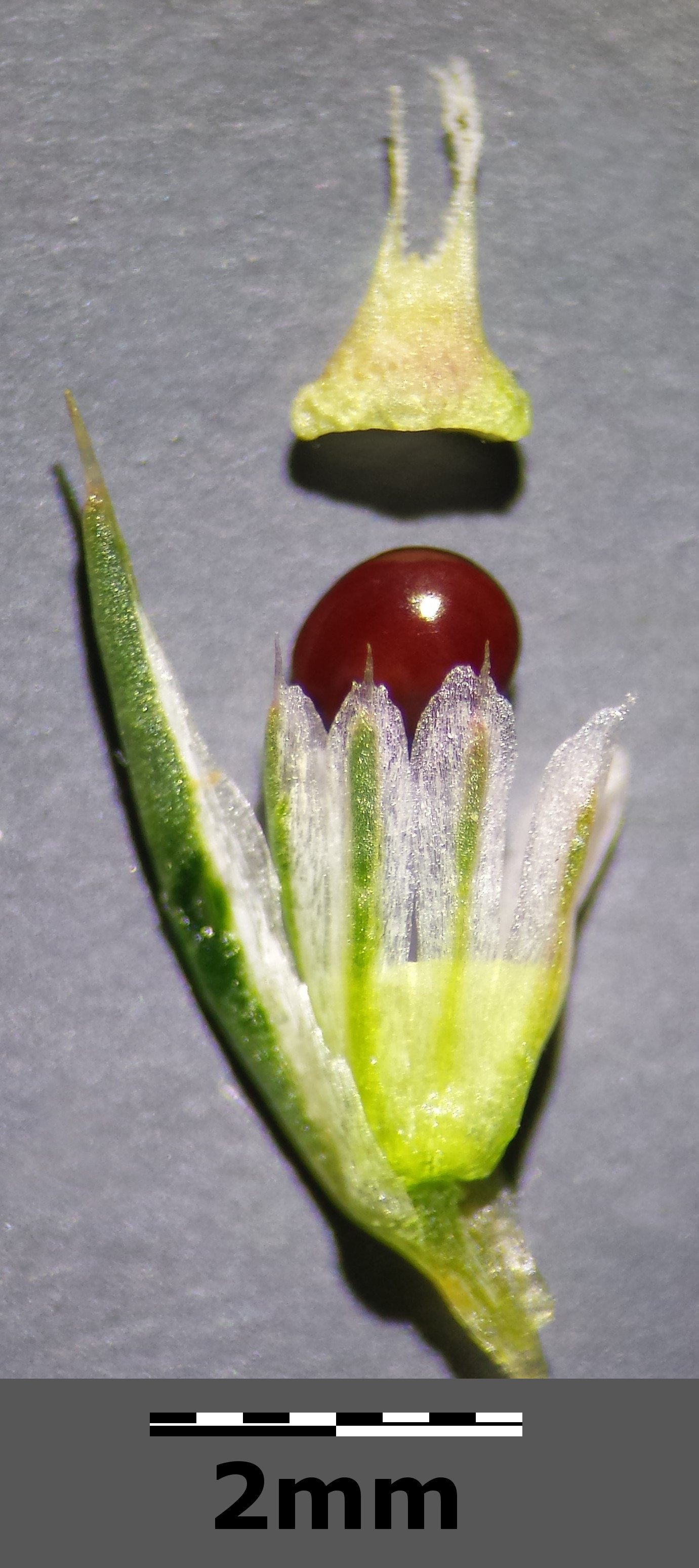
Aspecte del fruit i la llavor

És una planta originària de l'Amèrica del Nord, però que s'ha estès arreu del món des de ja fa segles. A Alemanya hi ha constància de la seva presència en documents de l'any 1815.
El marxant gros pot viure en un gran nombre d'hàbitats. Pot viure en ambients ruderals, creixent a la vora de camins i carreteres o en ambients degradats. També es considera sovint com a mala herba, car envaeix camps conreats, perquè és molt prolífic i difícil d'eliminar. És l'amarant més gran i robust del gènere en la regió mediterrània amb rels que poden arribar fins a un metre de profunditat. A Catalunya és considerada una planta invasora. És present a totes les províncies d'Espanya inclosos els arxipèlags balear i canari.

## Morfologia
És una planta anual i herbàcia que creix erecta. El seu nom, marxant gros, es deu al fet que hi ha mates que poden arribar fins als 2,5 m, però normalment no passen d'1,5 m. Les fulles poden arribar a fer 15 cm de llargada. Són de color verd fosc, sovint glauques. La tija és glabra i de color verd clar, amb una zona que vira al rosa a la vora de la rel.
La inflorescència és gran i densa, amb forma de plomall i color verd molt clar. Els fruits venen en pixidis molt menuts, de menys de 2 mm. Produeix moltes llavors de color negre.

## Gastronomia

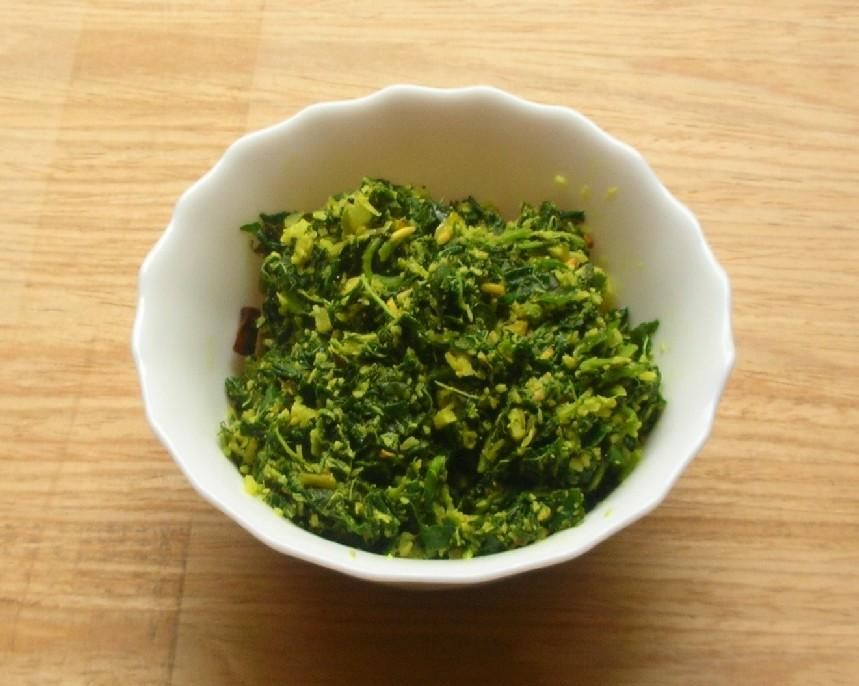
Thoran, plat tradicional de Kerala (Índia), preparat amb fulles de chira (Amaranthus retroflexus), coco ratllat, all i bitxo, entre altres ingredients

És una planta que es pot conrear com a hortalissa. Té un gust que recorda el del tomàquet molt verd. Les fulles i les parts superiors de la tija són millors quan són verdes i tendres. Aquesta planta es pot menjar crua, fregida o bullida, com si fossin espinacs.
Té, però, una certa proporció d'àcid oxàlic i les persones sensibles a aquest àcid no haurien de menjar grans quantitats d'aquesta planta (ni d'espinacs ni de certes fruites) per períodes prolongats.
 Quantitats moderades consumides ocasionalment són innòcues, sobretot si hom llença l'aigua en la qual han estat bullides les fulles.
Durant els períodes de guerres i penúries dels darrers dos segles, aquesta planta, igual que l'ortiga, constituïa una bona verdura d'emergència als Països Catalans. Molt comuna i abundant, es conrea fàcilment i és molt agraïda, produeix fulles grosses i tendres en qualsevol terreny amb només una mica d'irrigació. En períodes d'abundància, però, la gent s'oblida del marxant o blet i prefereix altres verdures.
Com moltes altres espècies d'amarants, el marxant gros s'utilitza com a verdura en molts països d'Àfrica, Àsia i Amèrica.